# Distrito de El Parco
El distrito de El Parco es uno de los seis que conforman la provincia de Bagua, ubicada en el departamento de Amazonas en el Norte del Perú. Su área es de forma circular y se encuentra enclavado dentro del distrito de La Peca.
Desde el punto de vista jerárquico de la Iglesia católica forma parte del Diócesis de Chachapoyas.

## Historia
El distrito fue creado el 1 de septiembre de 1941 mediante Ley N.º 9364, en el primer gobierno del Presidente Manuel Prado Ugarteche. 

## Geografía
Abarca una extensión de 14,37 km² y una población de más de 900 hab. Su capital es el pueblo de El Parco de acuerdo al Artículo Tercero de la Ley N° 9364.

## Autoridades

### Municipales
- 2023 - 2026[2]
  - Alcalde: Elar Ivan De La Cruz Valle, de Alianza para el Progreso.

### Religiosas
- Obispo de Chachapoyas
  - Mons. Emiliano A. Cisneros Martínez, OAR

## Festividades
- Junio: San Antonio de Padua.